# Maria Chapdelaine
Maria Chapdelaine ist der Titel eines im Jahr 1914 zunächst in einer Zeitung veröffentlichten und im Jahr 1916 als Buch erschienenen Romans von Louis Hémon (1880–1913). Erst nach dem Tod des Autors wurde das Buch ein internationaler Erfolg, in viele Sprachen übersetzt und mehrfach verfilmt.

## Inhalt
Maria, Protagonistin des Romans, wächst in der sehr ländlichen und einsamen Umgebung von Peribonka in Québec (Kanada) auf. Der Roman stellt das harte, entbehrungsreiche Leben der Siedler dar, die sich immer weiter in die Wildnis vorarbeiten und den Boden fruchtbar machen. Maria, die älteste Tochter einer solchen Siedlerfamilie, ist im heiratsfähigen Alter und muss sich zwischen drei „Verehrern“ entscheiden, die jeder auf seine Art interessant für sie und ihr weiteres Leben sein könnten. Der Waldläufer François Paradis symbolisiert die Naturverbundenheit und Freiheit der Waldbauern; doch er kommt im Schneesturm um. Lorenzo Surprenant steht für die Verlockungen der Zivilisation und des Konsums; Maria zeigt sich nach dem Tod François’ nachgiebiger gegenüber seinen Werbungen. Nach dem Tod ihrer Mutter besinnt sich Maria auf die von den Ahnen ererbte bäuerliche Tradition und heiratet den schlichten Bauern Eutrope Gagnon.

## Wirkung
Hémon macht das charakterfestes und gottesfürchtiges Bauernmädchen Maria zum Symbol einer bäuerlichen Volkskultur, was an den Jeanne-d’Arc-Mythos anknüpft. Beeinflusst ist der Roman offenbar vom Epos Mirèio Frédéric Mistrals, der 1904 den Nobelpreis erhalten hatte. Die bürgerlich-katholische Elite der Provinz Québec fand in dieser Gestalt eine Identifikationsfigur im Kampf gegen die zunehmende sozioökonomische Dominanz der Anglophonen. Das Buch war emblematisch für den agrokulturistischen Roman du terroir und trug so zur Entstehung eines frankophonen Nationalbewusstseins bei. U. a. bezog sich der katholische Priester und Autor Félix-Antoine Savard in einem patriotischen Roman über einen Flößer Menaud maître-draveur (Québec 1937) auf diese Vorlage.
Zum internationalen Bestseller wurde das Buch, das allein in Frankreich eine Auflage von 1,5 Millionen erlebte, aufgrund des verbreiteten Unbehagens am Traditionszerfall und der kapitalistischen Modernisierung. Von der Blut-und-Boden-Literatur unterscheidet es sich durch das Fehlen jeglicher Aggressivität; die Melancholie über letztlich unlösbare Widersprüche bewahrt es vor den Peinlichkeiten der Heimatliteratur.
Nach Maria Chapdelaine wurde die Bezirksgemeinde (Municipalité régionale de comté) Maria-Chapdelaine in der Provinz Québec benannt, die zu der Peribonka gehört.

## Textausgaben
Zahlreiche Übers. in alle Weltsprachen
- Übers. Cornelia Bruns: Maria Chapdelaine. Rascher, Zürich o. J. (1923) u.ö.
- Übers. Karin Meddekis: Maria Chapdelaine. Ein Klassiker der franko-kanadischen Literatur. Bastei Lübbe, Bergisch Gladbach 1999, ISBN 3-404-14221-7 S. 7 – 178[3]
- in Französisch: Maria Chapdelaine, récit du Canada français . Tundra Books, Toronto 2004, ISBN 0-88776-697-8

## Verfilmungen
- 1934 - Menschen im Norden. Regie: Julien Duvivier, mit Madeleine Renaud als Maria Chapdelaine und Jean Gabin als François Paradis. Gedreht wurde der Film teilweise in Péribon.
- 1950 - Das träumende Herz (Maria Chapdelaine) – Regie: Marc Allégret
- 1972 - Tod eines Holzfällers (La mort d’un bûcheron) – Regie: Gilles Carle
- 1983 - Maria Chapdelaine – Regie: Gilles Carle
- 2021 - Maria Chapdelaine – Regie: Sébastien Pilote, mit Sara Montpetit als Maria Chapdelaine (in Québecer Französisch)

## Project-Gutenberg-Text Public Domain
Auf Grund juristischer Angriffe gegen das Project Gutenberg durch den S. Fischer Verlag gibt es seit 2018 von der Bundesrepublik Deutschland aus keinen Zugang mehr.